# Кійова
Кійова (ест. Kiiova), також Кієво, Кіюва, Лаане — село в Естонії, входить до складу волості Меремяе, повіту Вирумаа.